# Labette
Labette – miasto w Stanach Zjednoczonych, w stanie Kansas, w hrabstwie Labette.